# Emmy

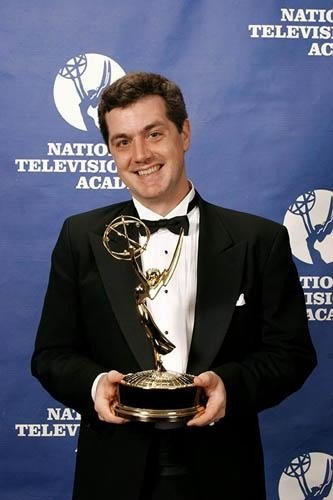
Der Produzent Bruce Kennedy mit der Emmy-Trophäe, die ihm bei der Preisverleihung 2005 zugesprochen wurde

Der Emmy Award, vereinfacht der Emmy, ist der bedeutendste Fernsehpreis der Vereinigten Staaten und – neben dem Academy Award (Oscar) für Film, dem Tony Award für Theater und dem Grammy Award für Musik – einer der vier großen Preise der US-amerikanischen Unterhaltungsindustrie. Er wird seit 1949 jährlich für die abgelaufene Fernsehsaison in mittlerweile über 90 verschiedenen Kategorien vergeben. Die Bezeichnung „Emmy“ soll die weibliche Personifizierung von „Immy“ darstellen, dem englischen Spitznamen für die Bildaufnahmeröhren (image orthicon tubes) früherer Fernsehkameras.
Je nach Programmart gibt es verschiedene Emmy-Wettbewerbe: Für Sendungen, die im Abendprogramm erstausgestrahlt werden, gibt es die Primetime Emmy Awards. Die 74. Verleihung fand am 12. September 2022 statt. Die Verleihung 2023 war ursprünglich für den 18. September vorgesehen. Die Verleihung wurde wegen des Streiks von Schauspielern und Drehbuchautoren auf den 15. Januar 2024 verschoben. Die 76. Verleihung fand am 15. September 2024 statt. Die Verleihung 2025 ist für den 14. September 2025 vorgesehen.
Für Sendungen, die tagsüber gesendet werden, darunter Kindersendungen, gibt es die Daytime Emmy Awards. Des Weiteren gibt es die International Emmy Awards für ausländische Sendungen und die News & Documentary Emmy Awards für Nachrichtensendungen und Dokumentarfilme.

## Organisation
Drei Organisationen sind für die Verleihung zuständig:
- die Academy of Television Arts & Sciences (Amerikanische Fernsehakademie) in Los Angeles für Sendungen im Abendprogramm (außer Sport und Nachrichten)
- die National Academy of Television Arts & Sciences in New York City für tagsüber gesendete Filme und Beiträge sowie Sport und Nachrichten, für regionale Sendungen und für technische Kategorien
- die International Academy of Television Arts & Sciences in New York City für alle nicht-US-amerikanischen Sendungen

Eine der Grundvoraussetzungen für die Nominierung einer Fernsehproduktion für diesen Preis ist, dass der Film von einem Fernsehsender erstmals ausgestrahlt wurde.

## Die wichtigsten Wettbewerbe

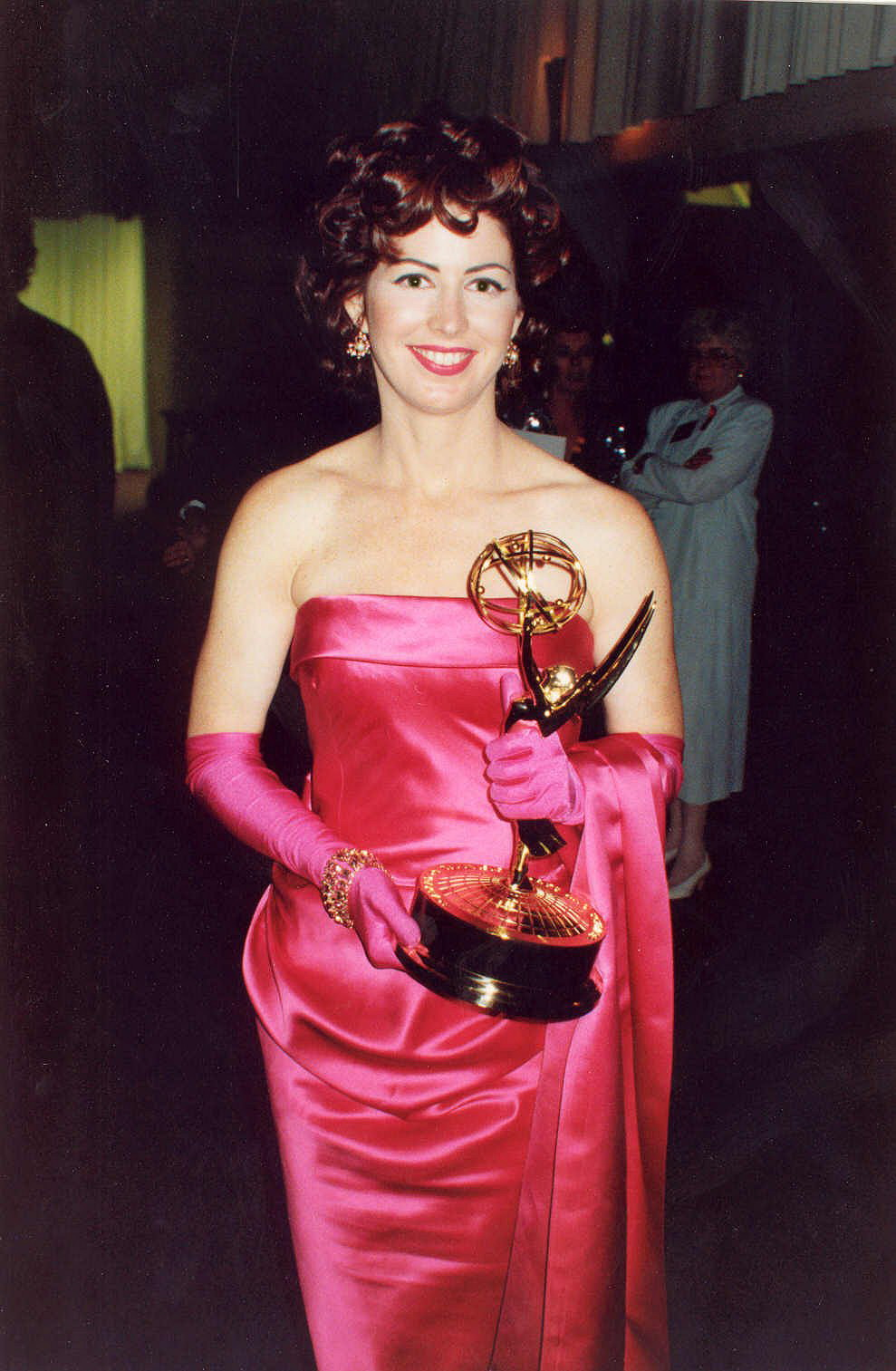
Schauspielerin Dana Delany mit einem Emmy, 1992

Die Emmys werden in verschiedenen, über das Jahr verteilten Wettbewerbe abgehalten. Je nach Veranstaltung werden dabei nationale Fernsehshows oder auch regional oder lokal produzierte Programme ausgezeichnet. Jeder Wettbewerb hat sein eigenes Nominierungs- und Wahlsystem. Außerdem haben die verschiedenen Wettbewerbe ihre eigenen Kategorien, obwohl es nicht unüblich ist, gleiche Bezeichnungen zu wählen, etwa beim Primetime Emmy for Outstanding Drama Series und dem Daytime Emmy for Outstanding Drama Series.

### Primetime Emmy Award

#### Hauptkategorien
| Kategorie                                                       | Originalbezeichnung                                     | Verleihung seit    |
| Programmkategorien                                              | Programmkategorien                                      | Programmkategorien |
| --------------------------------------------------------------- | ------------------------------------------------------- | ------------------ |
| Dramaserie                                                      | Drama Series                                            | 1951               |
| Comedyserie                                                     | Comedy Series                                           | 1952               |
| Miniserie                                                       | Miniseries                                              | 1973               |
| Fernsehfilm                                                     | Made For Television Movie                               | 1992               |
| Varieté-, Musik- oder Comedysendung                             | Variety, Music or Comedy Series                         |                    |
| Reality-Wettbewerb                                              | Reality-Competition Program                             |                    |
| Schauspielerkategorien                                          |                                                         |                    |
| Hauptdarsteller in einer Dramaserie                             | Lead Actor in a Drama Series                            |                    |
| Hauptdarsteller in einer Comedyserie                            | Lead Actor in a Comedy Series                           |                    |
| Hauptdarsteller in einer Miniserie oder einem Fernsehfilm       | Lead Actor in a Miniseries or a Movie                   |                    |
| Hauptdarstellerin in einer Dramaserie                           | Lead Actress in a Drama Series                          |                    |
| Hauptdarstellerin in einer Comedyserie                          | Lead Actress in a Comedy Series                         |                    |
| Hauptdarstellerin in einer Miniserie oder einem Fernsehfilm     | Lead Actress in a Miniseries or a Movie                 |                    |
| Nebendarsteller in einer Dramaserie                             | Supporting Actor in a Drama Series                      |                    |
| Nebendarsteller in einer Comedyserie                            | Supporting Actor in a Comedy Series                     |                    |
| Nebendarsteller in einer Miniserie oder einem Fernsehfilm       | Supporting Actor in a Miniseries or a Movie             |                    |
| Nebendarstellerin in einer Dramaserie                           | Supporting Actress in a Drama Series                    |                    |
| Nebendarstellerin in einer Comedyserie                          | Supporting Actress in a Comedy Series                   |                    |
| Nebendarstellerin in einer Miniserie oder einem Fernsehfilm     | Supporting Actress in a Miniseries or a Movie           |                    |
| Gastdarsteller in einer Dramaserie                              | Guest Actor in a Drama Series                           |                    |
| Gastdarsteller in einer Comedyserie                             | Guest Actor in a Comedy Series                          |                    |
| Gastdarstellerin in einer Dramaserie                            | Guest Actress in a Drama Series                         |                    |
| Gastdarstellerin in einer Comedyserie                           | Guest Actress in a Comedy Series                        |                    |
| Individuelle Leistung in einer Varieté- oder Musiksendung       | Individual Performance in a Variety or Music Program    |                    |
| Regiekategorien                                                 |                                                         |                    |
| Regie für eine Dramaserie                                       | Directing for a Drama Series                            |                    |
| Regie für eine Comedyserie                                      | Directing for a Comedy Series                           |                    |
| Regie für eine Miniserie, einen Fernsehfilm oder ein Special    | Directing for a Miniseries, Movie or a Dramatic Special |                    |
| Regie für eine Varieté-, Musik- oder Comedysendung              | Directing for a Variety, Music or Comedy Program        |                    |
| Drehbuchkategorien                                              |                                                         |                    |
| Drehbuch für eine Dramaserie                                    | Writing for a Drama Series                              |                    |
| Drehbuch für eine Comedyserie                                   | Writing for a Comedy Series                             |                    |
| Drehbuch für eine Miniserie, einen Fernsehfilm oder ein Special | Writing for a Miniseries, Movie or a Dramatic Special   |                    |
| Drehbuch für eine Varieté-, Musik- oder Comedysendung           | Writing for a Variety, Music or Comedy Program          |                    |

#### Creative Arts Emmys (Auszug)
| Kategorie                                                                                       | Originalbezeichnung                                                                    | Verleihung seit    |
| Programmkategorien                                                                              | Programmkategorien                                                                     | Programmkategorien |
| ----------------------------------------------------------------------------------------------- | -------------------------------------------------------------------------------------- | ------------------ |
| Varieté-, Musik- oder Comedyspecial                                                             | Variety, Music or Comedy Special                                                       |                    |
| Realitysendung                                                                                  | Reality Program                                                                        |                    |
|                                                                                                 | Nonfiction Series                                                                      |                    |
|                                                                                                 | Nonfiction Special                                                                     |                    |
| Kindersendung                                                                                   | Children’s Program                                                                     |                    |
| Zeichentricksendung (kürzer als eine Stunde)                                                    | Animated Program (for Programming Less Than One Hour)                                  |                    |
| Zeichentricksendung (eine Stunde oder länger)                                                   | Animated Program (for Programming One Hour or More)                                    |                    |
|                                                                                                 | Special Class Program                                                                  |                    |
| Werbespot                                                                                       | Commercial                                                                             |                    |
| Besetzung                                                                                       |                                                                                        |                    |
| Besetzung für eine Dramaserie                                                                   | Casting for a Drama Series                                                             | 1994               |
| Besetzung für eine Comedyserie                                                                  | Casting for a Comedy Series                                                            | 2000               |
| Besetzung für eine Miniserie, einen Fernsehfilm oder ein Special                                | Casting for a Limited Series, Movie, or Special                                        | 1989               |
| Choreographie                                                                                   |                                                                                        |                    |
| Choreographie                                                                                   | Choreography                                                                           |                    |
| Frisuren                                                                                        |                                                                                        |                    |
| Frisuren für eine Einzelkamera-Serie                                                            | Hairstyling for a Single-Camera Series                                                 | 2008               |
| Frisuren für eine Miniserie oder einen Fernsehfilm                                              | Hairstyling for a Limited Series or Movie                                              | 1984               |
| Frisuren für eine Mehrkamera-Serie oder ein Special                                             | Hairstyling for a Multi-Camera Series or Special                                       | 2008               |
| Interaktive Medien                                                                              |                                                                                        |                    |
| Interaktive Sendung                                                                             | Interactive Program                                                                    |                    |
| Kreative Leistung für die interaktiven Medien                                                   | Outstanding Creative Achievement in Interactive Media                                  |                    |
| Intro                                                                                           |                                                                                        |                    |
| Introdesign                                                                                     | Main Title Design                                                                      | 1990               |
| Kameraführung                                                                                   |                                                                                        |                    |
| Kameraführung für eine Realitysendung                                                           | Cinematography for Reality Programming                                                 |                    |
| Kameraführung für eine Mehrkamera-Serie                                                         | Cinematography for a Multi-Camera Series                                               | 2000               |
| Kameraführung für eine Einzelkamera-Serie                                                       | Cinematography for a Single-Camera Series                                              | 2000               |
| Kameraführung für eine nichtfiktionale Sendung                                                  | Cinematography for Nonfiction Programming                                              |                    |
| Kameraführung für eine Miniserie oder einen Fernsehfilm                                         | Cinematography for a Limited Series or Movie                                           | 1983               |
| Kostüme                                                                                         |                                                                                        |                    |
| Kostüme für eine zeitgenössische Serie, eine Miniserie oder einen Fernsehfilm                   | Costumes for a Contemporary Series, Limited Series, or Movie                           | 2015               |
| Kostüme für eine altertümliche Serie, eine Fantasyserie oder einen Fernsehfilm                  | Costumes for a Period Series, Fantasy Series, Limited Series, or Movie                 | 2015               |
| Makeup                                                                                          |                                                                                        |                    |
| Makeup für eine Einzelkamera-Serie (ohne Prothesen)                                             | Makeup for a Single-Camera Series (Non-Prosthetic)                                     | 2008               |
| Makeup für eine Miniserie oder einen Fernsehfilm (ohne Prothesen)                               | Makeup for a Limited Series or Movie (Non-Prosthetic)                                  | 2002               |
| Makeup für eine Mehrkamera-Serie oder ein Special (ohne Prothesen)                              | Makeup for a Multi-Camera Series or Special (Non-Prosthetic)                           | 2008               |
| Makeup für eine Serie, eine Miniserie, einen Fernsehfilm oder ein Special (mit Prothesen)       | Prosthetic Makeup for a Series, Limited Series, Movie or a Special                     | 2004               |
| Moderation                                                                                      |                                                                                        |                    |
| Moderation einer Realitysendung oder kompetitiven Realitysendung                                | Host for a Reality or Reality-Competition Program                                      | 2008               |
| Musik                                                                                           |                                                                                        |                    |
| Musikregie                                                                                      | Music Direction                                                                        |                    |
| Titelmelodie                                                                                    | Main Title Theme Music                                                                 | 1988               |
| Musik und Liedtexte                                                                             | Original Music and Lyrics                                                              | 1970               |
| Musikkomposition für eine Serie                                                                 | Music Composition for a Series                                                         | 1966               |
| Musikkomposition für eine Miniserie, einen Fernsehfilm oder ein Special                         | Music Composition for a Limited Series, Movie, or Special                              | 1955               |
| Schnitt                                                                                         |                                                                                        |                    |
| Schnitt für eine Realitysendung                                                                 | Picture Editing for Reality Programming                                                | 2007               |
| Schnitt für eine nichtfiktionale Sendung                                                        | Picture Editing for Nonfiction Programming                                             |                    |
| Einzelkamera-Schnitt für eine Dramaserie                                                        | Single-Camera Picture Editing for a Drama Series                                       | 2002               |
| Mehrkamera-Schnitt für eine Comedyserie                                                         | Multi-Camera Picture Editing for a Comedy Series                                       |                    |
| Einzelkamera-Schnitt für eine Comedyserie                                                       | Single-Camera Picture Editing for a Comedy Series                                      | 2003               |
| Einzelkamera-Schnitt für eine Miniserie oder einen Fernsehfilm                                  | Single-Camera Picture Editing for a Limited Series or Movie                            | 1981               |
| Schnitt für Kurzfilme und Varieté-Specials                                                      | Picture Editing for Short-Form Segments and Variety Specials                           |                    |
| Mehrkamera-Schnitt für eine Miniserie, einen Fernsehfilm oder ein Special                       | Multi-Camera Picture Editing for a Miniseries, Movie, or Special                       |                    |
| Spezialeffekte                                                                                  |                                                                                        |                    |
| Spezial- und visuelle Effekte                                                                   | Special and Visual Effects                                                             |                    |
| Spezial- und visuelle Effekte in einer Nebenrolle                                               | Special and Visual Effects in a Supporting Role                                        |                    |
| Szenenbild                                                                                      |                                                                                        |                    |
| Szenenbild für eine zeitgenössische Erzählung oder eine Fantasysendung (60 Minuten oder länger) | Production Design for a Narrative Contemporary or Fantasy Program (One Hour or More)   | 2014               |
| Szenenbild für eine altertümliche Erzählung (60 Minuten oder länger)                            | Production Design for a Narrative Period Program (One Hour or More)                    | 2014               |
| Szenenbild für eine Erzählung (30 Minuten oder kürzer)                                          | Production Design for a Narrative Program (Half-Hour or Less)                          | 2014               |
| Szenenbild für eine Varieté-, nichtfiktionale, Reality- oder kompetetive Realitysendung         | Production Design for Variety, Nonfiction, Reality, or Reality-Competition Programming |                    |
| Tonmischung                                                                                     |                                                                                        |                    |
| Tonmischung für eine nichtfiktionale Sendung                                                    | Sound Mixing for Nonfiction Programming                                                |                    |
| Tonmischung für eine Miniserie oder einen Fernsehfilm                                           | Sound Mixing for a Limited Series or Movie                                             | 1983               |
| Tonmischung für eine Varietéserie oder ein Special                                              | Sound Mixing for a Variety Series or Special                                           |                    |
| Tonmischung für eine Comdey- oder Dramaserie (60 Minuten)                                       | Sound Mixing for a Comedy or Drama Series (One-Hour)                                   | 2007               |
| Tonmischung für eine Comdey- oder Dramaserie (30 Minuten) und Zeichentricksendung               | Sound Mixing for a Comedy or Drama Series (Half-Hour) and Animation                    | 2007               |
| Tonschnitt                                                                                      |                                                                                        |                    |
| Tonschnitt für eine Serie                                                                       | Sound Editing for a Series                                                             | 1983               |
| Tonschnitt für eine Miniserie, einen Fernsehfilm oder ein Special                               | Sound Editing for a Limited Series, Movie, or Special                                  | 1982               |
| Tonschnitt für eine nichtfiktionale Sendung (Einzel- oder Mehrkamera)                           | Sound Editing for Nonfiction Programming (Single or Multi-Camera)                      | 1998               |

#### Rekorde
Die folgenden Programme wurden bis einschließlich 2016 am häufigsten für einen Primetime Emmy Award nominiert:
- 231 Nominierungen (seit 1976): Saturday Night Live
- 124 Nominierungen (1995–2009): Emergency Room – Die Notaufnahme
- 117 Nominierungen (1983–1993): Cheers

Game of Thrones ist mit 59 Prämierungen die am häufigsten mit einem Primetime Emmy Award prämierte Fernsehserie.

### Daytime Emmy Award

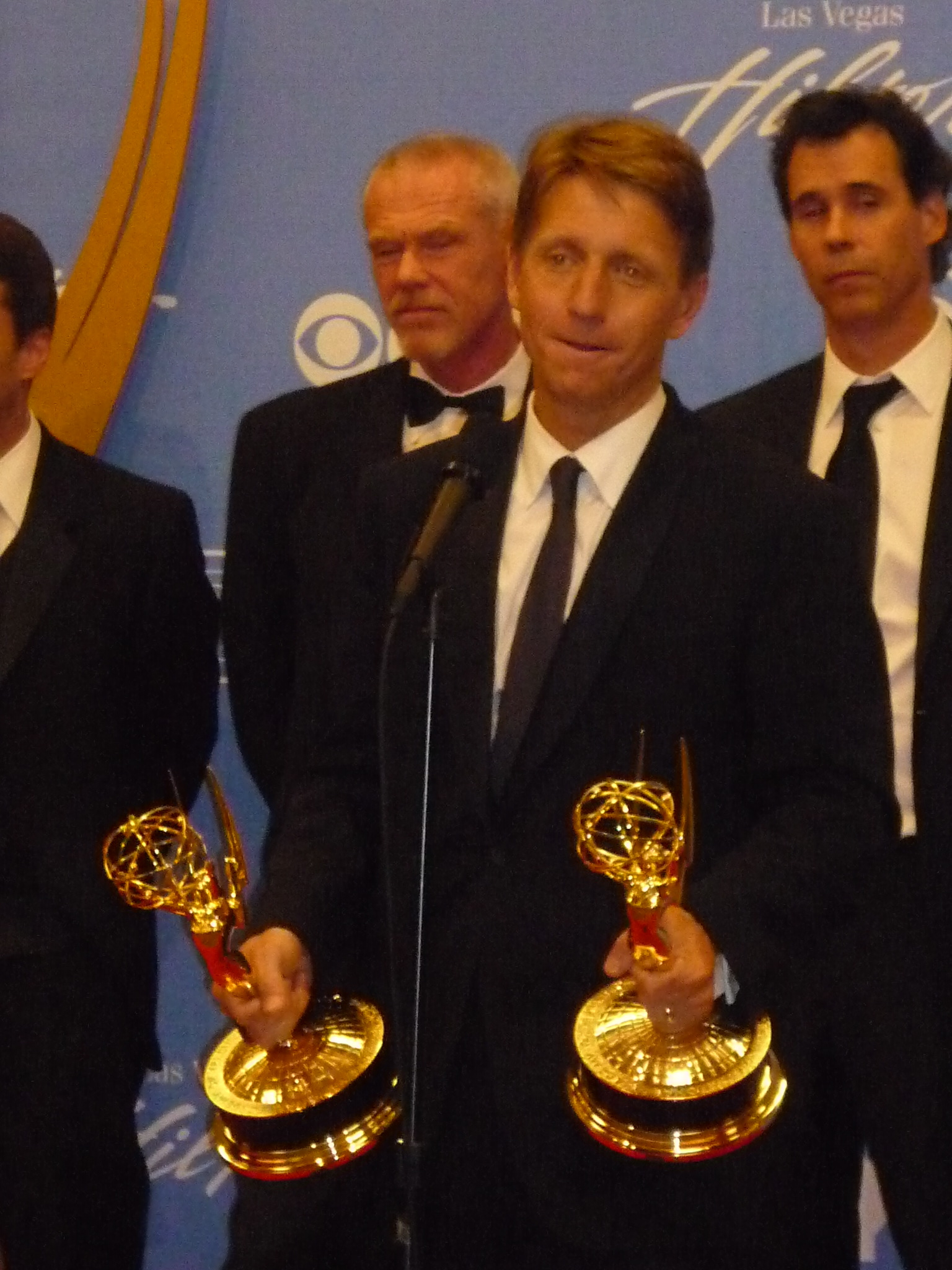
TV-Produzent und -Autor Bradley Bell mit zwei Daytime Emmy Awards für seine Arbeit an der Seifenoper The Bold and the Beautiful, 2010

Der Daytime Emmy Award wird von der National Academy of Television Arts and Sciences in New York City und der Academy of Television Arts & Sciences in Los Angeles verliehen. Der Preis richtet sich an Fernsehsendungen im Morgen-, Mittags- und Nachmittagsprogramm. Er wurde 1972 erstmals verliehen. Seit 1974 findet die Verleihung in einer eigenen Zeremonie meist in New York City im Mai oder Juni des jeweiligen Jahres statt.
Mit über 100 Emmys ist die Sesamstraße eine der am häufigsten mit einem Daytime Emmy Award ausgezeichneten Fernsehserien.

### International Emmy Award
Der International Emmy Award ist ein von der International Academy of Television Arts & Sciences verliehener Fernsehpreis im Rahmen der Emmy Awards. Mit dem International Emmy Award kürt die Organisation alljährlich die besten außerhalb der Vereinigten Staaten produzierten und ausgestrahlten Fernsehsendungen.

### News & Documentary Emmy Award
Mit dem News & Documentary Emmy Award werden Nachrichtensendungen und Dokumentarfilme geehrt.